# 임재근 (권투 선수)
임재근(1950년 7월 17일~)은 대한민국의 권투 선수로, 1972년 하계 올림픽에 참가했다.